# 巴音门克街道
巴音门克街道，是中华人民共和国内蒙古自治区鄂尔多斯市东胜区下辖的一个乡镇级行政单位。

## 行政区划
巴音门克街道下辖以下地区：
团结社区、园丁社区、康和社区、巴音门克村和林场村。